# Cocytius godartii
Cocytius godartii är en fjärilsart som beskrevs av Jean Baptiste Boisduval 1875. Cocytius godartii ingår i släktet Cocytius och familjen svärmare. Inga underarter finns listade i Catalogue of Life.